# Cydonia (альбом)
Cydonia — пятый студийный альбом британской электронной группы The Orb, изданный 27 февраля 2001 года на лейблах Island Records в Великобритании и на MCA Records в США.
Участники группы Алекс Патерсон и Томас Фельманн, а также обычно сотрудничающие с ними Энди Хьюз, Ник Бёртон и Саймон Филлипс написали и спродюсировали альбом для запланированного на 1999 год релиза. В альбоме приняли участие Роберт Фрипп, Джон Рум и Филь Ле Гонидек, которые до этого работали с Orb только на живых выступлениях.

## История
Название Cydonia является отсылкой к Кидонии, региону в северном полушарии Марса, где астронавты якобы нашли свидетельства древней цивилизации. К работе над альбомом Алекс Патерсон привлёк двух вокалисток (Аки Омори и Нина Уолш) для исполнения пары песен.
В отличие от предыдущих альбомов Orb, Cydonia содержала несколько «правильных» песен с вокалом, которые, по мнению критиков, не были похожи на песни Orb. Певицы Нина Уолш и Аки Омори приняли участие в двух треках Cydonia, обеспечив вокал и написав тексты совместно с Патерсоном, который считал, что это новое направление Orb было больше похоже на экспериментальную работу Orbus Terrarum, чем на попсовое техно Orblivion.
The Orb записали материал для альбома на двух компакт-дисках и в итоге сократили его для окончательного релиза. Однако, к неудовольствию Патерсона, значительные части обоих дисков утекли через Napster. Поскольку Island Records находился в состоянии неопределённости из-за недавнего слияния семей лейблов MCA и PolyGram, в результате которого образовалась Universal Music Group, Cydonia не была выпущена до 2001 года. «Это странная ситуация, — заметил в то время Патерсон, — я получаю больше контактов от своих домашних черепах, чем от своей звукозаписывающей компании».

## Отзывы
| Совокупная оценка | Совокупная оценка |
| Источник          | Оценка            |
| ----------------- | ----------------- |
| Metacritic        | 64/100            |
| Оценки критиков   |                   |
| Источник          | Оценка            |
| AllMusic          | [ 2 ]             |
| Alternative Press | [ 9 ]             |
| Dotmusic          | 6/10              |
| Muzik             | [ 11 ]            |
| NOW               | [ 12 ]            |
| NME               | 3/10              |
| Pitchfork         | 6.1/10            |
| Release Magazine  | 6/10              |
| Rolling Stone     | [ 16 ]            |
| Uncut             | [ 17 ]            |

Cydonia получил смешанные отзывы от музыкальных критиков. После выхода альбома критики отметили, что Cydonia объединила поп, транс и эмбиент-даб, что, по их мнению, представляло собой конгломерат безвкусного вокала и неизобретательного эмбиента. NME резко охарактеризовал альбом как «мертворождённый реликт, испорченный хронически чахлыми амбициями» и описал его единственную подходящую аудиторию как «старых рейверов», ищущих ностальгии. С альбомом вышел сингл «Once More» с ремиксами от Bedrock и Марка Притчарда. Патерсон считал, что «Centuries», ещё одну вокальную композицию Cydonia, также стоило выпустить в качестве сингла, но Island решили подождать и посмотреть, насколько успешным будет альбом, прежде чем принять окончательное решение. Альбом не только получил плохие отзывы, но и британская пресса часто считала The Orb прошедшими пик творчества, «эмбиентным динозавром», которому не место в современной среде танцевальной музыки. После выхода Cydonia Хьюз покинул группу, став «ещё одним язвительным уходом из The Orb».
Джон Буш из AllMusic отметил, что «Cydonia — это солянка из стилей и звуков Orb, качественная продукция, которая, тем не менее, заходит слишком далеко и дублирует слишком много идей, впервые услышанных на альбомах Orb десятилетней давности. Большая часть Cydonia соответствует немного космическому, немного шумному дабу, который можно услышать на Orblivion и Orbus Terrarum 1995 года. Несмотря на несколько треков, прокладывающих многообещающую новую территорию, объединяющую поп, транс и эмбиент-даб, на Cydonia мало удовольствия для фанатов и не за что ухватиться тем, кто только знакомится с группой».

## Список композиций
1. «Once More» — 4:42
2. «Promis» — 5:27
3. «Ghostdancing» — 7:29
4. «Turn It Down» — 8:44
5. «Mile Long Lump of Lard» — 8:28
6. «Ralf» — 7:40
7. «Freely Wheely» — 7:22
8. "Lungle — 10:39
9. "Terminus — 11:02

### Британская версия
1. «Once More» — 4:17
2. «Promis» — 5:27
3. «Ghostdancing» — 7:29
4. «Turn It Down» — 8:38
5. «Egnable» — 1:59
6. «Firestar» — 0:46
7. «A Mile Long Lump of Lard» — 6:21
8. «Centuries» — 4:22
9. «Plum Island» — 5:22
10. «Hamlet of Kings» — 7:56
11. «1.1.1» — 0:36
12. «EDM» — 4:12
13. «Thursday’s Keeper» — 4:09
14. «Terminus» — 11:16 (w/ Robert Fripp)

### Ремастеринг-версия 2008 года
CD1
1. «Once More» — 4:17
2. «Promis» — 5:27
3. «Ghostdancing» — 7:29
4. «Turn It Down» — 8:38
5. «Egnable» — 1:59
6. «Firestar» — 0:46
7. «A Mile Long Lump of Lard» — 6:21
8. «Centuries» — 4:22
9. «Plum Island» — 5:22
10. «Hamlet of Kings» — 7:56
11. «1.1.1» — 0:36
12. «EDM» — 4:12
13. «Thursday’s Keeper» — 4:09
14. «Terminus» — 11:16 (w/ Robert Fripp)

CD2
1. «Centuries (Eurofen Mix)» — 4:42
2. «Ghostdancing (Version)» — 6:45
3. «Hamlet of Kings (Version)» — 7:58
4. «Firestar (Version)» — 1:14
5. «Centuries (Wine, Woman & King Mix)» — 4:01
6. «Once More (Scourge of the Earth Mix)» — 4:53
7. «Plum Island (Flat Mix)» — 5:21
8. «Promis (Version)» — 5:46
9. «Once More (Bedrock Edit 2)» — 8:04
10. «Turn It Down (Long Version)» — 9:03
11. «Terminus (Andy’s Mix)» — 11:07